# Neocompsa vogti
Neocompsa vogti är en skalbaggsart som beskrevs av Martins 1970. Neocompsa vogti ingår i släktet Neocompsa och familjen långhorningar. Inga underarter finns listade i Catalogue of Life.